# The ABC&D of Boogie Woogie

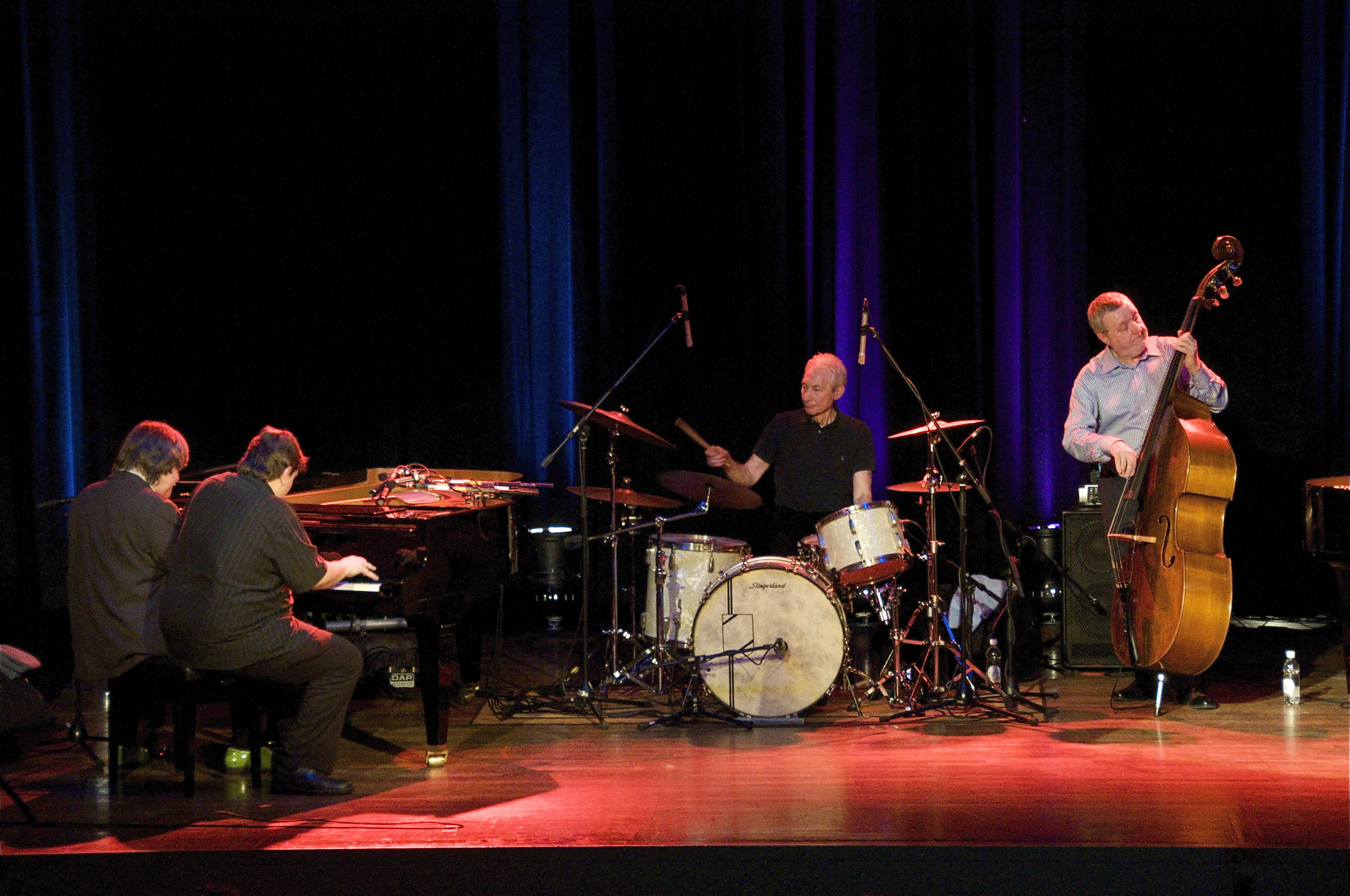
Konzert im Casino Herisau am 13. Januar 2010

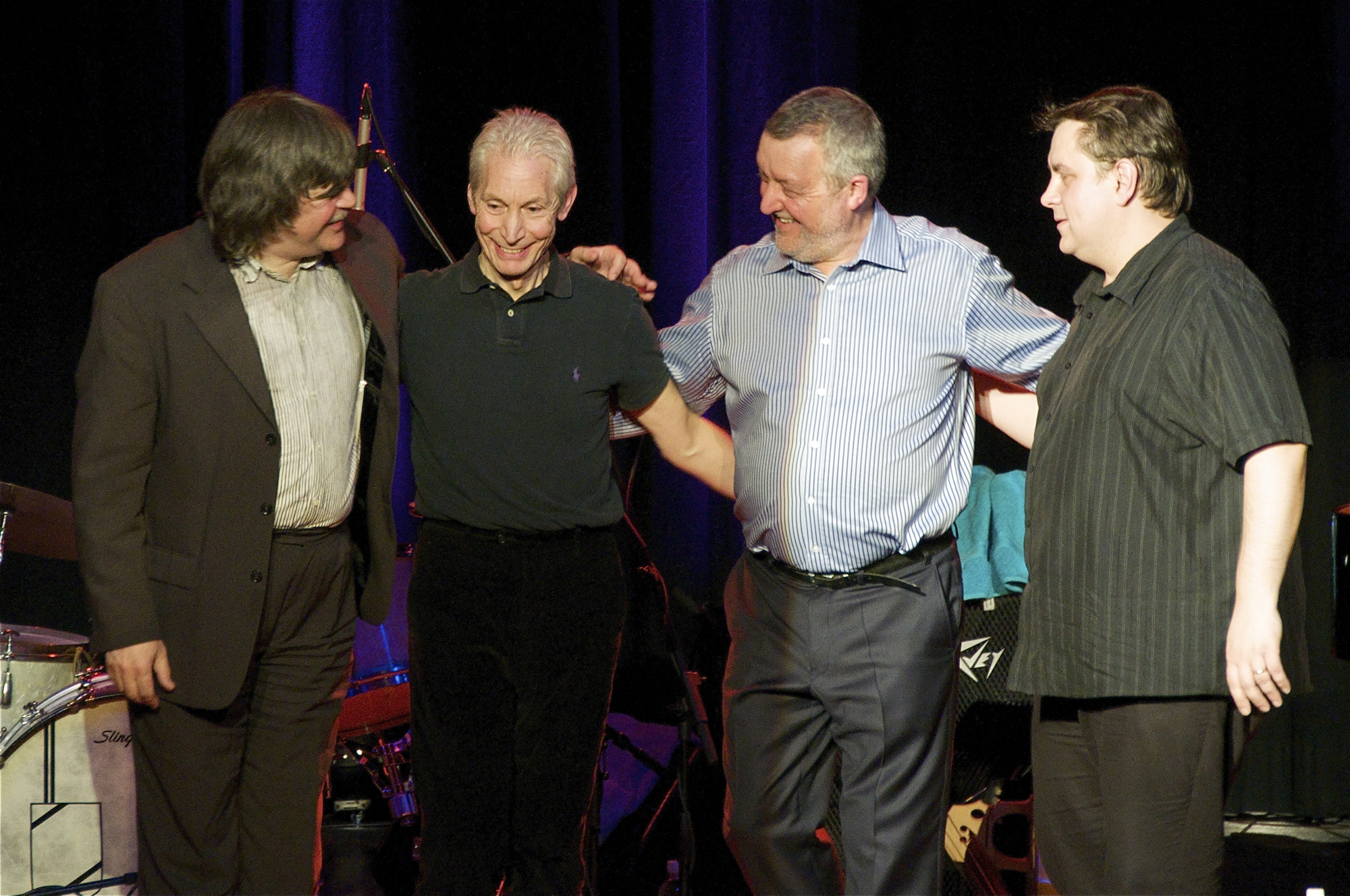
Nach dem Konzert: Axel Zwingenberger, Charlie Watts, Dave Green und Ben Waters (von links nach rechts)

The ABC&D of Boogie Woogie waren ein Band-Projekt, das aus einer Zusammenarbeit der Boogie-Woogie-Pianisten Axel Zwingenberger und Ben Waters, der auch singt, mit Rolling-Stones-Schlagzeuger Charlie Watts und Kontrabassist Dave Green entstand. Die Buchstabenkombination „ABC&D“ im Namen der Gruppe leitet sich von den Anfangsbuchstaben der Vornamen ihrer Mitglieder ab. Sie beschreiben sich selbst als „swingende Liveband mit dem Motto »Hot Pianos & Rhythm«“, die schwerpunktmäßig Boogie-Woogie, jedoch auch Blues und Rock ’n’ Roll spielt. Seit ihrer Gründung 2009 hat die Band mehrere Konzerte in verschiedenen Städten Europas gegeben. 2012 trat sie erstmals in den Vereinigten Staaten auf.

## Gründung

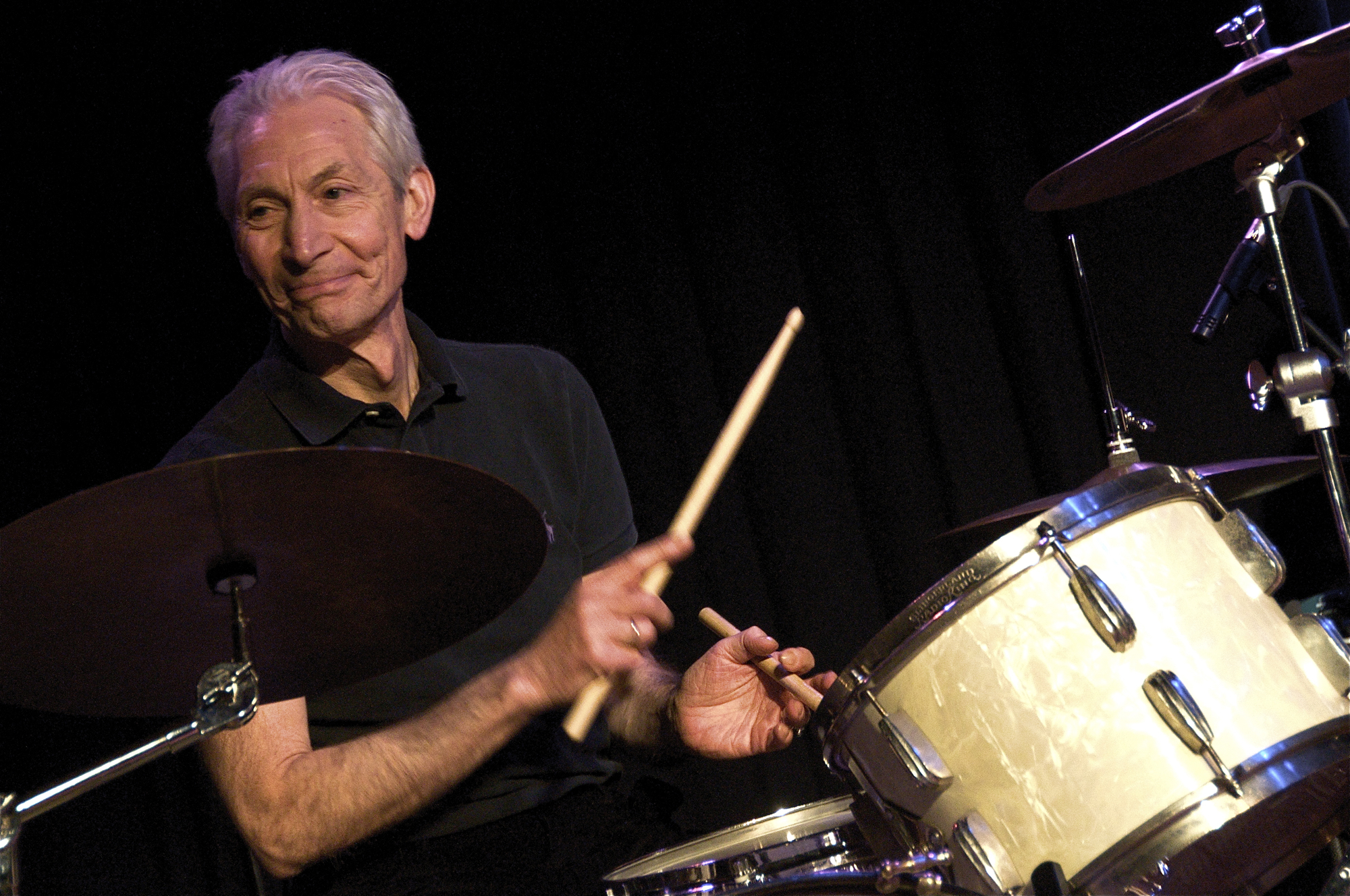
Charlie Watts trommelt für The ABC&D of Boogie Woogie im Casino in Herisau, Schweiz, 2010

Die Freude am Boogie-Woogie-Spiel führte die vier Musiker zusammen. Als der britische Pianist Ben Waters 2008 beruflich in Wien war, traf er dort auf seinen Bekannten Axel Zwingenberger und sie kamen überein, ein paar gemeinsame Konzerte in England zu geben. Auf der Suche nach einem Schlagzeuger für das Projekt nahm Waters Kontakt zu Charlie Watts auf, dessen Fernsehauftritt zusammen mit Zwingenberger und Dave Green ihn als Kind begeistert hatte. Die drei hatten 1986 in dem britischen Kunst- und Kultur-Fernsehmagazin The South Bank Show in einer Folge zur Geschichte des Boogie-Woogie miteinander musiziert. Aufgrund seines Interesses an dieser Musikrichtung, die er als Fundament von Swing und Rock ’n’ Roll ansieht, willigte Jazzliebhaber Charlie Watts ein mitzuwirken. Hinzu kam auf dessen Wunsch auch Green, sein Jugendfreund, der bereits in früheren Projekten des Schlagzeugers, The Charlie Watts Quintet und dessen Erweiterung, Charlie Watts and The Tentet, mitgespielt hatte. Zum Tentett: “A little big band, built around Charlie's original quintet […] Those who like their Monk jagged and their rhythm sections on the brink of disintegration may find […] the un-insisting persistence of Dave Green to be unprovocative.” Nach einer mehrmonatigen Planungsphase gaben die vier schließlich am 9. April 2009 zusammen mit einigen anderen Musikern ihr Debüt im Tivoli Theatre in Dorset.

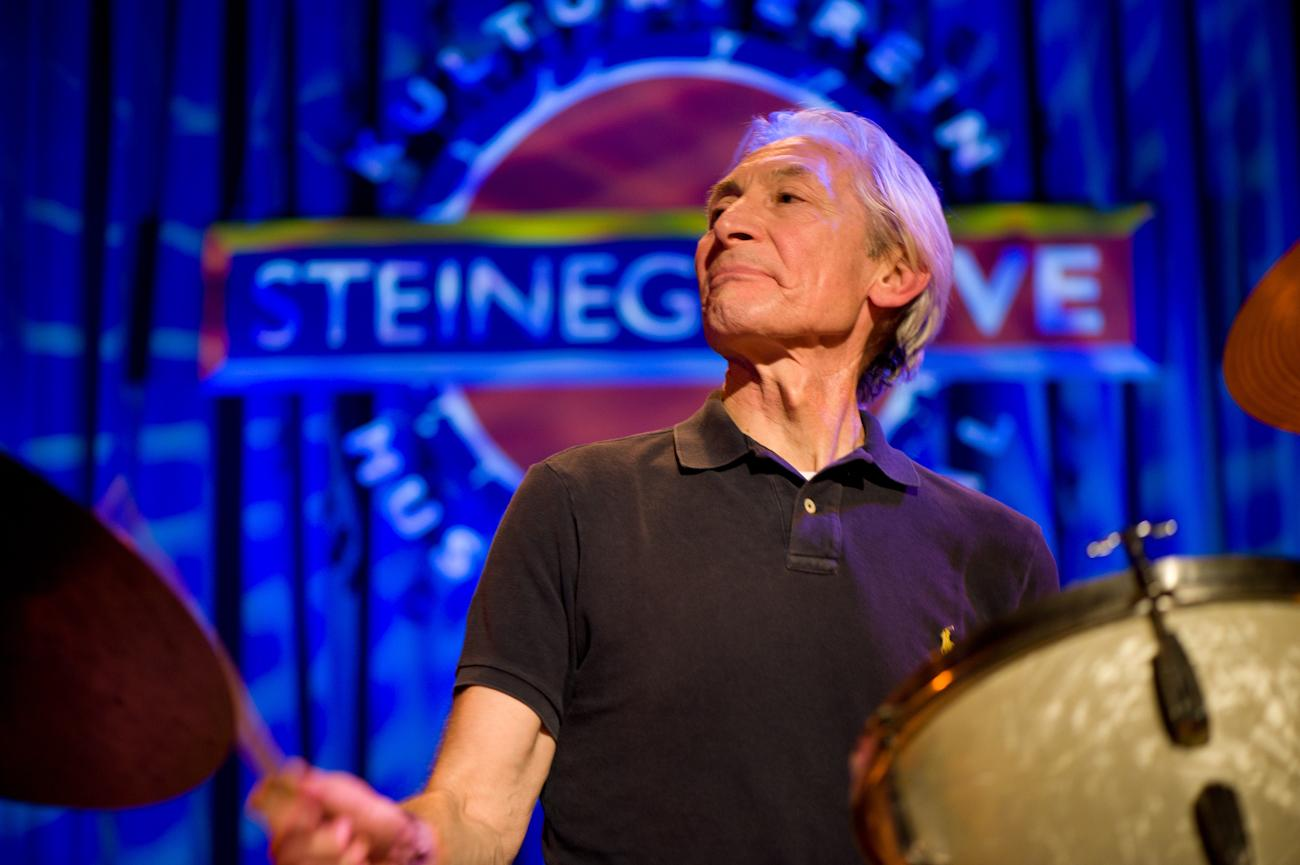
Charlie Watts mit ABC&D beim Steinegg Live Festival

## Konzerte und Tourneen

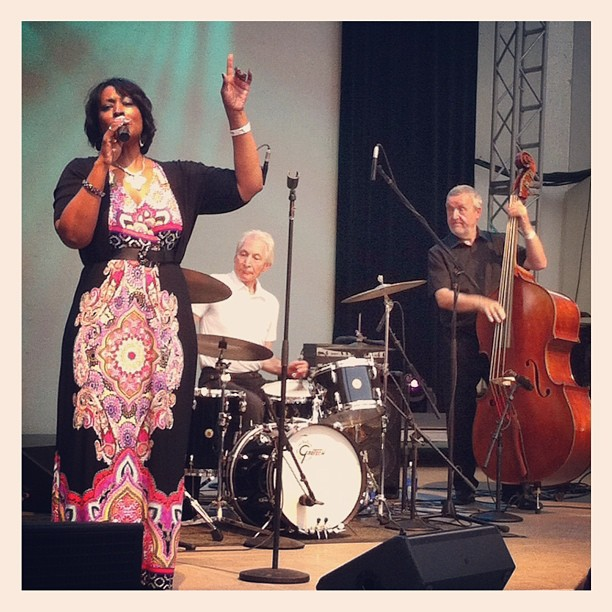
Auftritt am 28. Juni 2012 im Lincoln Center, im Vordergrund Lila Ammons

Auf ihr erstes Club-Konzert in Dorset folgten 2009 weitere Auftritte in England, unter anderem im September eine viertägige Tournee durch den Süden des Landes. Am 12. Oktober spielte die Band in Hamburg im St.-Pauli-Theater.
Weitere Auftritte in Europa absolvierten The ABC&D of Boogie Woogie Anfang 2010, als sie eine sechstägige „Hot Pianos & Rhythm“-Europa-Tournee unternahmen, in deren Verlauf sie Konzerte in Prag, Bad Ischl, München und Herisau gaben. Daran schlossen sich im Frühjahr noch mehr Auftritte in Österreich, die Mitwirkung beim „Bergenfest“ in Bergen (Norwegen) sowie im September Auftritte in Paris und Monte Carlo an. Am 27. Oktober nahmen sie am „Steinegg-Live“-Musikfestival in Südtirol teil. Auch in den Jahren 2011 bis 2013 gaben sie mehrere Konzerte in Europa. Unter anderem gastierten sie wieder in Deutschland, Österreich und der Schweiz. Mit Helsinki und Barcelona (beide 2011) standen auch Städte in zuvor noch nicht von der Band besuchten europäischen Ländern auf der Liste.
Am 9. März 2011 spielten sie im Londoner Ambassadors Theatre gemeinsam mit anderen Musikern, unter denen sich Bill Wyman, Mick Taylor, Ron Wood, Jools Holland, Mick Hucknall und Shakin’ Stevens befanden, ein als „Boogie For Stu“ betiteltes Konzert zu Ehren des 1985 verstorbenen Pianisten Ian Stewart („Stu“). Anlass war Ben Waters’ Musikalbum Boogie 4 Stu – A Tribute To Ian Stewart, dessen Veröffentlichung kurz darauf erfolgte.
Am 28. Juni 2012 gab die Band im Rahmen der New Yorker Tanzveranstaltung „Midsummer Night Swing“ ihr Amerika-Debüt im Lincoln Center. Gastmusiker waren Sängerin Lila Ammons und Pianist Bob Seeley. In den Tagen danach trat die Band viermal im Iridium Jazz Club auf.
Bei verschiedenen Gelegenheiten waren The ABC&D of Boogie Woogie mit Auftritten im Fernsehen oder Radio präsent, so etwa 2009 in einer Folge der britischen Fernsehshow Later with Jools Holland und 2010 mit der Live-Übertragung eines ihrer in Paris gespielten Konzerte durch den französischen Radiosender TSF Jazz sowie ihrer Mitwirkung an einem dem verstorbenen Trompeter Humphrey Lyttelton gewidmeten Konzert in London, das vom britischen Radiosender BBC Radio 4 aufgezeichnet und ausgestrahlt wurde.
The ABC&D of Boogie Woogie standen bei ihren Auftritten oft gemeinsam mit anderen Musikern auf der Bühne. Darunter waren neben den bereits genannten der Pianist Martin Pyrker, Schlagzeuger Pete York, Bassist Geoff Gascoyne, die Saxophonisten David Sanborn und Don Weller, Rock-'n'-Roll-Sänger und -Pianist Andy Lee Lang und Popsängerin Valérie Sajdik.

## Repertoire
Zum Repertoire der Band zählen unter anderem Genre-Klassiker wie Down The Road Apiece, Honky Tonk Train Blues, Roll 'Em Pete, Oh, Lady Be Good!, Whole Lotta Shakin’ Goin’ On, Route 66, That Lucky Old Sun oder Blueberry Hill. Daneben stehen Eigenkompositionen der Musiker, zum Beispiel der von Axel Zwingenberger komponierte Titel Sympathy For The Drummer – eine scherzhafte Anspielung auf das Rolling-Stones-Lied Sympathy for the Devil und Charlie Watts als Trommler der Rockgruppe.

## Resonanz
Besondere Aufmerksamkeit brachten die Medien international immer wieder der Mitwirkung des als Star gefeierten Charlie Watts entgegen und viele Berichte handhaben The ABC&D of Boogie Woogie in erster Linie als dessen Zweit- und Freizeitband neben den Rolling Stones.
Die deutschsprachigen Konzertkritiken fielen überwiegend positiv aus. Vor allem die mitreißende Spielfreude der Musiker und deren gelungenes, temporeiches Zusammenspiel wurden hervorgehoben. Begeistert äußerten sich beispielsweise die Oberösterreichischen Nachrichten zu einem Konzert in Bad Ischl:

„Wie Kartenspieler, die um ihre Trümpfe in der Hinterhand wissen, lizitieren sich Waters und Zwingenberger im Boogie-Spiel gegenseitig hoch. Der eine akrobatisch, nach dem Unmöglichen greifend, Zitate einflechtend, der andere präzise und kunstfertig, weit über den Tastenrand hinausschauend. Ein berauschender Fingerritt […] Den Raum zwischen Doppelpässen der Tastendribbler nützt Dave Green für solistische Lust. […] Und Charlie lässt gediegen seine Werkzeuge tänzeln […] und fällt von einem breiten genüsslichen Grinsen ins nächste.“

Auch die Hannoversche Allgemeine Zeitung pries die rasante „Fingerakrobatik“ der Pianisten, nannte Watts’ Spiel „technisch versiert“ und einen „Kompass im Dschungel der Improvisation“; sie bemängelte allerdings eine gewisse Eintönigkeit der Stücke im Verlauf der Veranstaltung:

„Diese Band hat weder einen Gitarristen noch einen Sänger. […] Wenn Ben Water[s] zu Nummern wie Ray Charles’ ‚What’d I say‘ ausnahmsweise einmal singt, klingt das eher dünn. Gleichmäßig wie ein Eisbrecher bleiben die vier auf Pianoboogie-Kurs, fast drei Stunden lang – was dann doch zulasten der Dynamik geht.“

Die JazzTimes lobte den ersten Auftritt in Amerika, sprach von einem “[T]hat was one serious boogie fest happening on that stage” (deutsch: „ernstzunehmenden Boogie-Fest auf der Bühne.“) Die Pianisten und Green hätten in ihren Soli “depth of knowledge of the form and overall skills” (deutsch: „tiefgehende Kenntnisse der Form und umfassende Fähigkeiten“) gezeigt und “He is always precisely where he should be, never playing more, never playing less, always in the pocket” (deutsch: „[Watts] ist immer präzise da, wo er sein sollte, er spielt niemals mehr, niemals weniger, trifft immer genau den Punkt.“)

## Veröffentlichungen
Am 22. Juni 2012 erschien in Deutschland mit dem Album Live in Paris die erste CD der Band. Das Livealbum enthält Stücke, die im September 2010 während mehrerer Auftritte im Pariser Jazz-Club Duc des Lombards von einer lokalen Radiostation aufgenommen wurden und eine Mischung aus Eigenkompositionen, Improvisationen sowie Blues- und Boogie-Woogie-Standards bilden.